# 塩化トリフェニルスズ
塩化トリフェニルスズ (triphenyltin chloride) は、化学式がSn(C6H5)3Clで表される有機化合物である。無色の固体で、有機溶媒に溶け、水とはゆっくり反応する。殺菌剤または防汚剤として用いられる。

## 危険性
塩化トリフェニルスズはラットにおいて着床後胚損失の増大や着床不全を引き起こすことが分かっている。また、ホルツマンラットにおいて体重や精巣のサイズ・構造に有害な影響を及ぼし繁殖力を低下させた。
化学物質の審査及び製造等の規制に関する法律 (化審法) 昭和四十八年 法律百十七号 第二条 3により第二種特定化学物質として指定されている